# フランス工業高等教育センター
フランス工業高等教育センター（仏：Centre des Études Supérieures Industrielles, CESi） は、1958年に製造業者5社により設立されたフランスの私立教育機関である。Bac+2 (Technicien)および Bac+5 (Ingénieur)レベルであり、技術者ディプロマを付与する。
目的はフランスにおける技師の不足を補うことと、技術者により高い知識・技術を与えることと、上級の工員に技師の仕事の一部をなす能力を与えることだった。40年以上前から、CESiはフランスの教育で確固たる地位を占めてきた。
フランス11ケの地方都市にに分散配置された25の機関のほかに、CESiグループはスペイン(COFOR SA)とドイツ(EWA GmbH)にも支校を持っており、また、アルジェリアとタイにも事務所がある。
労働市場の変化に伴い、CESiは、徒弟養成の学科 (高等技術者からゼネラリスト技師を育てるためのもの) のうちの多くを提供している。

## 提供される学科
- 技師コース (FI)
- eXia (情報教育コース)
- 工業用情報技師コース
- ネットワーク管理者 (アドミニストレータ) コース
- 電気工事現場監督コース
- 環境安全高級技術者コース
- 情報装置のサポートとメンテナンスの高級技術者のコース
- 解析プログラマ コース
- 統合企画発案者、マルチメディア開発者コース (Codem)
- 環境・衛生・安全担当高級技術者コース
- 工業における組織管理の高級技術者コース
- 個人管理補助者コース
- 工業製品・サービスの商業に関するコース
- 建設現場監督責任者コース
- ソフトウェア企画・開発者コース
- 不動産鑑定高級技術者コース
- 工業製品の販売における高級情報技術者
- 人間資本の管理監督者のコース
- 国際貿易の監督者のコース
- 情報産業のプロジェクトの主任者のコース
- マルチメディア プロジェクトの主任者コース
- 組織管理と品質管理の高級技術者のコース